# Kanoistika na Letních olympijských hrách 2008 – C1 slalom muži
Závod ve vodním slalomu C1 mužů na Letních olympijských hrách 2008 se konal na kanále v areálu Shunyi Olympic Rowing-Canoeing Park ve dnech 11. a 12. srpna 2008. Z českých závodníků se jej zúčastnil Stanislav Ježek (5. místo), zlatou medaili získal Slovák Michal Martikán.

## Program
Časy jsou uvedeny v UTC+8.
| Datum                  | Čas           | Fáze       |
| ---------------------- | ------------- | ---------- |
| pondělí 11. srpna 2008 | 15:00 a 16:52 | rozjížďky  |
| úterý 12. srpna 2008   | 15:00         | semifinále |
| úterý 12. srpna 2008   | 16:47         | finále     |

## Výsledky
| Pořadí           | Jméno                    | Rozjížďky | Rozjížďky | Rozjížďky | Rozjížďky | Rozjížďky | Rozjížďky | Semifinále  | Semifinále  | Semifinále  | Finále      | Finále      | Finále      | Finále      |
| Pořadí           | Jméno                    | 1. jízda  | Pen.      | 2. jízda  | Pen.      | Celkem    | Pořadí    | Čas         | Pen.        | Pořadí      | Čas         | Pen.        | Celkem      | Pořadí      |
| ---------------- | ------------------------ | --------- | --------- | --------- | --------- | --------- | --------- | ----------- | ----------- | ----------- | ----------- | ----------- | ----------- | ----------- |
| Zlatá medaile    | Michal Martikán (SVK)    | 85,13     | 0         | 85,02     | 0         | 170,15    | 1.        | 88,92       | 2           | 1.          | 87,73       | 2           | 176,65      | 1.          |
| Stříbrná medaile | David Florence (GBR)     | 89,47     | 0         | 82,16     | 0         | 171,63    | 3.        | 90,46       | 2           | 4.          | 88,15       | 0           | 178,61      | 2.          |
| Bronzová medaile | Robin Bell (AUS)         | 88,86     | 0         | 87,59     | 0         | 176,45    | 7.        | 91,16       | 2           | 5.          | 89,43       | 0           | 180,59      | 3.          |
| 4.               | Ander Elosegi (ESP)      | 87,00     | 0         | 85,47     | 0         | 172,47    | 5.        | 92,19       | 2           | 7.          | 89,93       | 2           | 182,12      | 4.          |
| 5.               | Stanislav Ježek (CZE)    | 85,69     | 0         | 86,40     | 0         | 172,09    | 4.        | 89,85       | 0           | 2.          | 92,44       | 4           | 182,29      | 5.          |
| 6.               | Benn Fraker (USA)        | 91,97     | 2         | 87,47     | 0         | 179,44    | 10.       | 92,27       | 0           | 8.          | 90,87       | 0           | 183,14      | 6.          |
| 7.               | Christos Tsakmakis (GRE) | 91,53     | 0         | 86,01     | 0         | 177,54    | 8.        | 92,18       | 2           | 6.          | 94,49       | 4           | 186,67      | 7.          |
| 8.               | Krzysztof Bieryt (POL)   | 95,39     | 4         | 87,90     | 0         | 183,29    | 12.       | 90,08       | 0           | 3.          | 110,13      | 2           | 200,21      | 8.          |
|                  |                          |           |           |           |           |           |           |             |             |             |             |             |             |             |
| 9.               | Tony Estanguet (FRA)     | 89,99     | 2         | 86,09     | 0         | 176,08    | 6.        | 93,92       | 2           | 9.          | nepostoupil | nepostoupil | nepostoupil | nepostoupil |
| 10.              | Alexandr Lipatov (RUS)   | 87,65     | 0         | 90,51     | 0         | 178,16    | 9.        | 94,16       | 2           | 10.         | nepostoupil | nepostoupil | nepostoupil | nepostoupil |
| 11.              | Feng Li-ming (CHN)       | 91,44     | 0         | 90,55     | 0         | 181,99    | 11.       | 94,64       | 2           | 11.         | nepostoupil | nepostoupil | nepostoupil | nepostoupil |
| 12.              | Jan Benzien (GER)        | 85,92     | 0         | 84,58     | 0         | 170,50    | 2.        | 95,15       | 2           | 12.         | nepostoupil | nepostoupil | nepostoupil | nepostoupil |
|                  |                          |           |           |           |           |           |           |             |             |             |             |             |             |             |
| 13.              | James Cartwright (CAN)   | 93,83     | 0         | 90,80     | 0         | 184,63    | 13.       | nepostoupil | nepostoupil | nepostoupil | nepostoupil | nepostoupil | nepostoupil | nepostoupil |
| 14.              | Takuja Haneda (JPN)      | 94,08     | 2         | 92,24     | 2         | 186,32    | 14.       | nepostoupil | nepostoupil | nepostoupil | nepostoupil | nepostoupil | nepostoupil | nepostoupil |
| 15.              | Emir Mujčinović (CRO)    | 95,41     | 2         | 93,90     | 4         | 189,31    | 15.       | nepostoupil | nepostoupil | nepostoupil | nepostoupil | nepostoupil | nepostoupil | nepostoupil |
| 16.              | Siboniso Cele (RSA)      | 162,51    | 50        | 100,42    | 2         | 262,93    | 16.       | nepostoupil | nepostoupil | nepostoupil | nepostoupil | nepostoupil | nepostoupil | nepostoupil |